# Championnats du monde de ski alpin 2015, résultats détaillés

## Résultats

### Hommes

#### Descente
Piste Birds of Prey, samedi 7 février 2015, classement des 10 premiers
| Rang               | Skieur             | Temps         | Retard   |
| ------------------ | ------------------ | ------------- | -------- |
| Médaille d'or      | Patrick Küng       | 1 min 43 s 18 | —        |
| Médaille d'argent  | Travis Ganong      | 1 min 43 s 42 | + 0 s 24 |
| Médaille de bronze | Beat Feuz          | 1 min 43 s 49 | + 0 s 31 |
| 4                  | Steven Nyman       | 1 min 43 s 52 | + 0 s 34 |
| 5                  | Guillermo Fayed    | 1 min 43 s 57 | + 0 s 39 |
| 6                  | Aksel Lund Svindal | 1 min 43 s 63 | + 0 s 45 |
| 7                  | Ondrej Bank        | 1 min 43 s 74 | + 0 s 56 |
| 8                  | Adrien Théaux      | 1 min 43 s 81 | + 0 s 63 |
| 9                  | Carlo Janka        | 1 min 43 s 85 | + 0 s 67 |
| 9                  | Andrew Weibrecht   | 1 min 43 s 85 | + 0 s 67 |

| Caractéristiques de la piste |        |
| Altitude de départ           | 3483 m |
| Altitude d'arrivée           | 2730 m |
| Longueur                     | 2740 m |
| Dénivellation                | 753 m  |

#### Super G
Piste Birds of Prey, jeudi 5 février 2015, classement des 10 premiers
| Rang               | Skieur             | Temps         | Retard   |
| ------------------ | ------------------ | ------------- | -------- |
| Médaille d'or      | Hannes Reichelt    | 1 min 15 s 68 | —        |
| Médaille d'argent  | Dustin Cook        | 1 min 15 s 79 | + 0 s 11 |
| Médaille de bronze | Adrien Théaux      | 1 min 15 s 92 | + 0 s 24 |
| 4                  | Kjetil Jansrud     | 1 min 15 s 95 | + 0 s 27 |
| 4                  | Matthias Mayer     | 1 min 15 s 95 | + 0 s 27 |
| 6                  | Aksel Lund Svindal | 1 min 16 s 05 | + 0 s 37 |
| 7                  | Didier Defago      | 1 min 16 s 07 | + 0 s 39 |
| 8                  | Georg Streitberger | 1 min 16 s 22 | + 0 s 54 |
| 9                  | Ted Ligety         | 1 min 16 s 38 | + 0 s 70 |
| 10                 | Klemen Kosi        | 1 min 16 s 39 | + 0 s 71 |

| Caractéristiques de la piste |        |
| Altitude de départ           | 3337m  |
| Altitude d'arrivée           | 2730 m |
| Longueur                     | 1890 m |
| Dénivellation                | 607 m  |

#### Slalom géant
Piste Birds of Prey, vendredi 13 février 2015, classement des 10 premiers
| Rang               | Skieur                | Temps         | Retard   |
| ------------------ | --------------------- | ------------- | -------- |
| Médaille d'or      | Ted Ligety            | 2 min 34 s 16 | —        |
| Médaille d'argent  | Marcel Hirscher       | 2 min 34 s 61 | + 0 s 45 |
| Médaille de bronze | Alexis Pinturault     | 2 min 35 s 04 | + 0 s 88 |
| 4                  | Felix Neureuther      | 2 min 35 s 26 | + 1 s 10 |
| 5                  | Matts Olsson          | 2 min 35 s 39 | + 1 s 23 |
| 6                  | Roberto Nani          | 2 min 35 s 57 | + 1 s 41 |
| 7                  | Victor Muffat Jeandet | 2 min 35 s 71 | + 1 s 55 |
| 8                  | Florian Eisath        | 2 min 35 s 93 | + 1 s 77 |
| 9                  | Tim Jitloff           | 2 min 36 s 04 | + 1 s 88 |
| 10                 | Philipp Schörghofer   | 2 min 36 s 28 | + 2 s 12 |

| Caractéristiques de la piste (2e manche) |           |
| Altitude de départ                       | 3155 m    |
| Altitude d'arrivée                       | 2721 m    |
| Longueur                                 | 59 portes |
| Dénivellation                            | 434 m     |

#### Slalom
Piste Birds of Prey, dimanche 15 février 2015, classement des 10 premiers
| Rang               | Skieur                 | Temps         | Retard   |
| ------------------ | ---------------------- | ------------- | -------- |
| Médaille d'or      | Jean-Baptiste Grange   | 1 min 57 s 47 | —        |
| Médaille d'argent  | Fritz Dopfer           | 1 min 57 s 82 | + 0 s 35 |
| Médaille de bronze | Felix Neureuther       | 1 min 58 s 02 | + 0 s 55 |
| 4                  | Henrik Kristoffersen   | 1 min 58 s 04 | + 0 s 57 |
| 5                  | Mattias Hargin         | 1 min 58 s 09 | + 0 s 62 |
| 6                  | Andre Myhrer           | 1 min 58 s 21 | + 0 s 74 |
| 7                  | Markus Larsson         | 1 min 58 s 47 | + 1 s 00 |
| 8                  | Alexander Khoroshilov  | 1 min 58 s 94 | + 1 s 47 |
| 9                  | Sebastian Foss Solevåg | 1 min 59 s 78 | + 2 s 31 |
| 10                 | Linus Strasser         | 1 min 59 s 85 | + 2 s 38 |

| Caractéristiques de la piste (2e manche) |           |
| Altitude de départ                       | 2924 m    |
| Altitude d'arrivée                       | 2724 m    |
| Longueur                                 | 70 portes |
| Dénivellation                            | 200 m     |

#### Super Combiné
Piste Birds of Prey (descente + slalom), dimanche 8 février 2015, classement des 10 premiers
| Rang               | Skieur                   | Temps         | Retard   |
| ------------------ | ------------------------ | ------------- | -------- |
| Médaille d'or      | Marcel Hirscher          | 2 min 36 s 10 | —        |
| Médaille d'argent  | Kjetil Jansrud           | 2 min 36 s 29 | + 0 s 19 |
| Médaille de bronze | Ted Ligety               | 2 min 36 s 40 | + 0 s 30 |
| 4                  | Romed Baumann            | 2 min 36 s 48 | + 0 s 38 |
| 5                  | Alexis Pinturault        | 2 min 36 s 51 | + 0 s 41 |
| 6                  | Carlo Janka              | 2 min 36 s 80 | + 0 s 70 |
| 7                  | Andreas Romar            | 2 min 36 s 93 | + 0 s 83 |
| 8                  | Aleksander Aamodt Kilde  | 2 min 36 s 96 | + 0 s 86 |
| 9                  | Thomas Mermillod Blondin | 2 min 36 s 99 | + 0 s 89 |
| 10                 | Dominik Paris            | 2 min 37 s 13 | + 1 s 03 |

| Caractéristiques de la piste (Slalom) |                  |
| Altitude de départ                    | 2924 m           |
| Altitude d'arrivée                    | 2724 m           |
| Longueur                              | 200m - 66 portes |
| Dénivellation                         | 753. m           |

### Femmes

#### Descente
Piste Raptor, vendredi 6 février 2015, classement des 10 premières
| Rang               | Skieur              | Temps         | Retard   |
| ------------------ | ------------------- | ------------- | -------- |
| Médaille d'or      | Tina Maze           | 1 min 45 s 89 | —        |
| Médaille d'argent  | Anna Fenninger      | 1 min 45 s 91 | + 0 s 02 |
| Médaille de bronze | Lara Gut            | 1 min 46 s 23 | + 0 s 34 |
| 4                  | Nicole Schmidhofer  | 1 min 46 s 92 | + 1 s 03 |
| 5                  | Lindsey Vonn        | 1 min 46 s 94 | + 1 s 05 |
| 6                  | Elisabeth Görgl     | 1 min 46 s 95 | + 1 s 06 |
| 7                  | Nadja Kamer         | 1 min 46 s 97 | + 1 s 08 |
| 8                  | Daniela Merighetti  | 1 min 47 s 14 | + 1 s 25 |
| 9                  | Fabienne Suter      | 1 min 47 s 18 | + 1 s 29 |
| 10                 | Viktoria Rebensburg | 1 min 47 s 24 | + 1 s 35 |

| Caractéristiques de la piste |        |
| Altitude de départ           | 3440 m |
| Altitude d'arrivée           | 2730 m |
| Longueur                     | 2530 m |
| Dénivellation                | 710 m  |

#### Super G
Piste Raptor, lundi 2 février 2015, classement des 10 premières
| Rang               | Skieur              | Temps         | Retard   |
| ------------------ | ------------------- | ------------- | -------- |
| Médaille d'or      | Anna Fenninger      | 1 min 10 s 29 | —        |
| Médaille d'argent  | Tina Maze           | 1 min 10 s 32 | + 0 s 03 |
| Médaille de bronze | Lindsey Vonn        | 1 min 10 s 44 | + 0 s 15 |
| 4                  | Cornelia Hütter     | 1 min 10 s 55 | + 0 s 26 |
| 5                  | Viktoria Rebensburg | 1 min 11 s 07 | + 0 s 78 |
| 6                  | Tina Weirather      | 1 min 11 s 32 | + 1 s 03 |
| 7                  | Lara Gut            | 1 min 11 s 57 | + 1 s 28 |
| 8                  | Kajsa Kling         | 1 min 11 s 76 | + 1 s 47 |
| 9                  | Julia Mancuso       | 1 min 11 s 94 | + 1 s 65 |
| 10                 | Elena Curtoni       | 1 min 11 s 97 | + 1 s 68 |

| Caractéristiques de la piste |        |
| Altitude de départ           | 3246 m |
| Altitude d'arrivée           | 2730 m |
| Longueur                     | 1640 m |
| Dénivellation                | 516 m  |

#### Slalom géant
Piste Birds of Prey, jeudi 12 février 2015, classement des 10 premières
| Rang               | Skieur                  | Temps         | Retard   |
| ------------------ | ----------------------- | ------------- | -------- |
| Médaille d'or      | Anna Fenninger          | 2 min 19 s 16 | —        |
| Médaille d'argent  | Viktoria Rebensburg     | 2 min 20 s 56 | + 1 s 40 |
| Médaille de bronze | Jessica Lindell-Vikarby | 2 min 20 s 65 | + 1 s 49 |
| 4                  | Tina Weirather          | 2 min 20 s 71 | + 1 s 55 |
| 5                  | Tina Maze               | 2 min 20 s 90 | + 1 s 74 |
| 6                  | Michaela Kirchgasser    | 2 min 20 s 91 | + 1 s 75 |
| 7                  | Kathrin Zettel          | 2 min 21 s 31 | + 2 s 15 |
| 8                  | Mikaela Shiffrin        | 2 min 21 s 63 | + 2 s 47 |
| 9                  | Maria Pietilä Holmner   | 2 min 21 s 84 | + 2 s 68 |
| 10                 | Sara Hector             | 2 min 21 s 96 | + 2 s 80 |

| Caractéristiques de la piste (2e manche) |           |
| Altitude de départ                       | 3077 m    |
| Altitude d'arrivée                       | 2721 m    |
| Longueur                                 | 49 portes |
| Dénivellation                            | 324 m     |

#### Slalom
Piste Birds of Prey, samedi 14 février 2015, classement des 10 premières
| Rang               | Skieur               | Temps         | Retard   |
| ------------------ | -------------------- | ------------- | -------- |
| Médaille d'or      | Mikaela Shiffrin     | 1 min 38 s 48 | —        |
| Médaille d'argent  | Frida Hansdotter     | 1 min 38 s 82 | + 0 s 34 |
| Médaille de bronze | Sarka Strachova      | 1 min 39 s 25 | + 0 s 77 |
| 4                  | Veronika Zuzulova    | 1 min 39 s 42 | + 0 s 94 |
| 5                  | Kathrin Zettel       | 1 min 39 s 50 | + 1 s 02 |
| 6                  | Erin Mielzynski      | 1 min 39 s 98 | + 1 s 50 |
| 7                  | Carmen Thalmann      | 1 min 40 s 52 | + 2 s 04 |
| 8                  | Tina Maze            | 1 min 40 s 96 | + 2 s 48 |
| 9                  | Nastasia Noens       | 1 min 41 s 17 | + 2 s 69 |
| 10                 | Marie-Michèle Gagnon | 1 min 41 s 41 | + 2 s 93 |

| Caractéristiques de la piste (2e manche) |           |
| Altitude de départ                       | 2908 m    |
| Altitude d'arrivée                       | 2721 m    |
| Longueur                                 | 61 portes |
| Dénivellation                            | 187 m     |

#### Super combiné
Pistes Raptor (descente) et Birds of Prey (Slalom), lundi 9 février 2015, classement des 10 premières
| Rang               | Skieur               | Temps         | Retard   |
| ------------------ | -------------------- | ------------- | -------- |
| Médaille d'or      | Tina Maze            | 2 min 33 s 37 | —        |
| Médaille d'argent  | Nicole Hosp          | 2 min 33 s 59 | + 0 s 22 |
| Médaille de bronze | Michaela Kirchgasser | 2 min 33 s 72 | + 0 s 35 |
| 4                  | Anna Fenninger       | 2 min 34 s 26 | + 0 s 89 |
| 5                  | Lara Gut             | 2 min 34 s 31 | + 0 s 94 |
| 6                  | Kathrin Zettel       | 2 min 35 s 01 | + 1 s 64 |
| 7                  | Ilka Stuhec          | 2 min 35 s 80 | + 2 s 43 |
| 8                  | Francesca Marsaglia  | 2 min 35 s 96 | + 2 s 59 |
| 9                  | Ragnhild Mowinckel   | 2 min 35 s 98 | + 2 s 61 |
| 10                 | Margot Bailet        | 2 min 36 s 59 | + 3 s 22 |

| Caractéristiques de la piste (Slalom) |           |
| Altitude de départ                    | 2911 m    |
| Altitude d'arrivée                    | 2726 m    |
| Longueur                              | 59 portes |
| Dénivellation                         | 710 m     |

### Nations

#### Participants
Chaque nation choisit entre 4 et 6 skieurs, avec au moins 2 filles et 2 garçons.
| Nation       | Skieurs                  |
| ------------ | ------------------------ |
| 1 Autriche   | Eva-Maria Brem           |
| 1 Autriche   | Nicole Hosp              |
| 1 Autriche   | Michaela Kirchgasser     |
| 1 Autriche   | Marcel Hirscher          |
| 1 Autriche   | Christoph Nösig          |
| 1 Autriche   | Philipp Schörghofer      |
| 2 Italie     | Chiara Costazza          |
| 2 Italie     | Francesca Marsaglia      |
| 2 Italie     | Manuela Mölgg            |
| 2 Italie     | Giovanni Borsotti        |
| 2 Italie     | Matteo Marsaglia         |
| 2 Italie     | Davide Simoncelli        |
| 3 États-Unis | Julia Mancuso            |
| 3 États-Unis | Paula Moltzan            |
| 3 États-Unis | Mikaela Shiffrin         |
| 3 États-Unis | Will Brandenburg         |
| 3 États-Unis | David Chodounsky         |
| 3 États-Unis | Ted Ligety               |
| 4 Suisse     | Charlotte Chable         |
| 4 Suisse     | Michelle Gisin           |
| 4 Suisse     | Wendy Holdener           |
| 4 Suisse     | Gino Caviezel            |
| 4 Suisse     | Justin Murisier          |
| 4 Suisse     | Elia Zurbriggen          |
| 5 France     | Adeline Baud             |
| 5 France     | Anemone Marmottan        |
| 5 France     | Tessa Worley             |
| 5 France     | Mathieu Faivre           |
| 5 France     | Thomas Fanara            |
| 5 France     | Thomas Mermillod-Blondin |
| 6 Suède      | Sara Hector              |
| 6 Suède      | Maria Pietilä-Holmner    |
| 6 Suède      | Anna Swenn-Larsson       |
| 6 Suède      | Mattias Hargin           |
| 6 Suède      | Markus Larsson           |
| 6 Suède      | André Myhrer             |
| 7 Allemagne  | Lena Dürr                |
| 7 Allemagne  | Veronique Hronek         |
| 7 Allemagne  | Viktoria Rebensburg      |
| 7 Allemagne  | Felix Neureuther         |
| 7 Allemagne  | Philipp Schmid           |
| 7 Allemagne  | Linus Strasser           |
| 8 Norvège    | Nina Løseth              |
| 8 Norvège    | Ragnhild Mowinckel       |
| 8 Norvège    |                          |
| 8 Norvège    | Sebastian Foss Solevåg   |
| 8 Norvège    | Leif Kristian Haugen     |
| 8 Norvège    |                          |

| Country        | Skiers                  |
| -------------- | ----------------------- |
| 9 Slovénie     | Ana Bucik               |
| 9 Slovénie     | Ana Drev                |
| 9 Slovénie     | Katarina Lavtar         |
| 9 Slovénie     | Klemen Kosi             |
| 9 Slovénie     | Žan Kranjec             |
| 9 Slovénie     | Matic Skube             |
| 10 Canada      | Candace Crawford        |
| 10 Canada      | Erin Mielzynski         |
| 10 Canada      | Marie-Pier Préfontaine  |
| 10 Canada      | Phil Brown              |
| 10 Canada      | Trevor Philp            |
| 10 Canada      | Erik Read               |
| 11 Tchéquie    | Gabriela Capová         |
| 11 Tchéquie    | Martina Dubovská        |
| 11 Tchéquie    | Kateřina Pauláthová     |
| 11 Tchéquie    | Šárka Strachová         |
| 11 Tchéquie    | Kryštof Krýzl           |
| 11 Tchéquie    | Martin Vráblík          |
| 12 Russie      | Ksenia Alopina          |
| 12 Russie      | Anastasia Romanova      |
| 12 Russie      |                         |
| 12 Russie      | Aleksander Andrienko    |
| 12 Russie      | Alexander Khoroshilov   |
| 12 Russie      | Pavel Trikhichev        |
| 13 Croatie     | Andrea Komšić           |
| 13 Croatie     | Sofija Novoselić        |
| 13 Croatie     | Leona Popović           |
| 13 Croatie     | Ivica Kostelić          |
| 13 Croatie     | Natko Zrnčić-Dim        |
| 13 Croatie     | Filip Zubčić            |
| 14 Finlande    | Kristiina Rove          |
| 14 Finlande    | Merle Soppela           |
| 14 Finlande    | Eemeli Pirinen          |
| 14 Finlande    | Joonas Rasanen          |
| 14 Finlande    | Marcus Sandell          |
| 14 Finlande    | Samu Torsti             |
| 15 Royaume-Uni | Charlie Guest           |
| 15 Royaume-Uni | Alexandra Tilley        |
| 15 Royaume-Uni |                         |
| 15 Royaume-Uni | Charlie Raposo          |
| 15 Royaume-Uni | Dave Ryding             |
| 15 Royaume-Uni |                         |
| 16 Argentine   | Salomé Báncora          |
| 16 Argentine   | Nicol Gastaldi          |
| 16 Argentine   |                         |
| 16 Argentine   | Tomas Birkner de Miguel |
| 16 Argentine   | Sebastiano Gastaldi     |
| 16 Argentine   |                         |

#### Tableau de résultats
|  | Huitièmes de finale | Huitièmes de finale |            |                        | Quarts de finale       | Quarts de finale |  |  | Demi-finales | Demi-finales |  |  | Finale | Finale |
|  | Huitièmes de finale | Huitièmes de finale |            |                        | Quarts de finale       | Quarts de finale |  |  | Demi-finales | Demi-finales |  |  | Finale | Finale |
|  |                     |                     |            |                        |                        |                  |  |  |              |              |  |  |        |        |
|  |                     |                     |            |                        |                        |                  |  |  |              |              |  |  |        |        |
|  |                     |                     |            |                        |                        |                  |  |  |              |              |  |  |        |        |
|  | Autriche            | 4                   |            |                        |                        |                  |  |  |              |              |  |  |        |        |
|  | Autriche            | 4                   |            |                        |                        |                  |  |  |              |              |  |  |        |        |
|  | Argentine           | 0                   |            |                        |                        |                  |  |  |              |              |  |  |        |        |
|  | Argentine           | 0                   | Autriche   | 3                      |                        |                  |  |  |              |              |  |  |        |        |
|  |                     |                     | Autriche   | 3                      |                        |                  |  |  |              |              |  |  |        |        |
|  |                     | Norvège             | 1          |                        |                        |                  |  |  |              |              |  |  |        |        |
|  | Norvège             | Norvège             | 1          | 3                      |                        |                  |  |  |              |              |  |  |        |        |
|  | Norvège             |                     |            | 3                      |                        |                  |  |  |              |              |  |  |        |        |
|  | Slovénie            | 1                   |            |                        |                        |                  |  |  |              |              |  |  |        |        |
|  | Slovénie            | 1                   | Autriche   | 3                      |                        |                  |  |  |              |              |  |  |        |        |
|  |                     |                     | Autriche   | 3                      |                        |                  |  |  |              |              |  |  |        |        |
|  |                     | Suisse              | 1          |                        |                        |                  |  |  |              |              |  |  |        |        |
|  | France              | Suisse              | 1          | 3                      |                        |                  |  |  |              |              |  |  |        |        |
|  | France              |                     |            | 3                      |                        |                  |  |  |              |              |  |  |        |        |
|  | Russie              | 1                   |            |                        |                        |                  |  |  |              |              |  |  |        |        |
|  | Russie              | 1                   | France     | 1                      |                        |                  |  |  |              |              |  |  |        |        |
|  |                     |                     | France     | 1                      |                        |                  |  |  |              |              |  |  |        |        |
|  |                     | Suisse              | 3          |                        |                        |                  |  |  |              |              |  |  |        |        |
|  | Suisse              | Suisse              | 3          | 2                      |                        |                  |  |  |              |              |  |  |        |        |
|  | Suisse              |                     |            | 2                      |                        |                  |  |  |              |              |  |  |        |        |
|  | Croatie             | 2                   |            |                        |                        |                  |  |  |              |              |  |  |        |        |
|  | Croatie             | 2                   | Autriche   | 3                      |                        |                  |  |  |              |              |  |  |        |        |
|  |                     |                     | Autriche   | 3                      |                        |                  |  |  |              |              |  |  |        |        |
|  |                     | Canada              | 1          |                        |                        |                  |  |  |              |              |  |  |        |        |
|  | États-Unis          | Canada              | 1          | 3                      |                        |                  |  |  |              |              |  |  |        |        |
|  | États-Unis          |                     |            | 3                      |                        |                  |  |  |              |              |  |  |        |        |
|  | Finlande            | 1                   |            |                        |                        |                  |  |  |              |              |  |  |        |        |
|  | Finlande            | 1                   | États-Unis | 1                      |                        |                  |  |  |              |              |  |  |        |        |
|  |                     |                     | États-Unis | 1                      |                        |                  |  |  |              |              |  |  |        |        |
|  |                     | Suède               | 3          |                        |                        |                  |  |  |              |              |  |  |        |        |
|  | Suède               | Suède               | 3          | 4                      |                        |                  |  |  |              |              |  |  |        |        |
|  | Suède               |                     |            | 4                      |                        |                  |  |  |              |              |  |  |        |        |
|  | République tchèque  | 1                   |            |                        |                        |                  |  |  |              |              |  |  |        |        |
|  | République tchèque  | 1                   | Suède      | 2                      |                        |                  |  |  |              |              |  |  |        |        |
|  |                     |                     | Suède      | 2                      |                        |                  |  |  |              |              |  |  |        |        |
|  |                     | Canada              | 2          |                        |                        |                  |  |  |              |              |  |  |        |        |
|  | Allemagne           | Canada              | 2          | 2                      |                        |                  |  |  |              |              |  |  |        |        |
|  | Allemagne           |                     |            | 2                      |                        |                  |  |  |              |              |  |  |        |        |
|  | Canada              | 2                   |            | Match pour la 3e place | Match pour la 3e place |                  |  |  |              |              |  |  |        |        |
|  | Canada              | 2                   | Canada     | Match pour la 3e place | Match pour la 3e place | 3                |  |  |              |              |  |  |        |        |
|  |                     |                     | Canada     |                        |                        | 3                |  |  |              |              |  |  |        |        |
|  |                     | Italie              | 1          |                        |                        |                  |  |  |              |              |  |  |        |        |
|  | Italie              | Italie              | 1          | 3                      | Suède                  | 3                |  |  |              |              |  |  |        |        |
|  | Italie              |                     |            | 3                      | Suède                  | 3                |  |  |              |              |  |  |        |        |
|  | Royaume-Uni         | 1                   |            | Suisse                 | 1                      |                  |  |  |              |              |  |  |        |        |
|  | Royaume-Uni         | 1                   |            | Suisse                 | 1                      |                  |  |  |              |              |  |  |        |        |

#### Classement final
| Rang               | Pays       | Skieurs                                                                       |
| ------------------ | ---------- | ----------------------------------------------------------------------------- |
| Médaille d'or      | Autriche   | Marcel Hirscher, Michaela Kirchgasser, Eva-Maria Brem, Christoph Nösig.       |
| Médaille d'argent  | Canada     | Erin Mielzynski, Phil Brown, Candace Crawford, Trevor Philip                  |
| Médaille de bronze | Suède      | Anna Swenn-Larsson, Andre Myhrer, Maria Pietilae-Holmner, Mattias Hargin      |
| 4                  | Suisse     | Michelle Gisin, Gino Caviezel, Wendy Holdener, Justin Murisier                |
| 5                  | France     | Adeline Baud, Thomas Mermillod Blondin, Anémone Marmottan, Mathieu Faivre     |
| 5                  | Norvège    | Nina Løseth, Leif Kristian Haugen, Ragnhild Mowinckel, Sebastian Foss Solevåg |
| 5                  | États-Unis | Paula Moltzan, David Chodounsky, Mikaela Shiffrin, Ted Ligety                 |
| 5                  | Italie     | Francesca Marsaglia, Giovanni Borsotti, Chiara Costazza, Matteo Marsaglia     |

9e ex-aequo :  Argentine,  Slovénie,  Russie,  Croatie,  Finlande,  République Tchèque,  Allemagne,  Grande-Bretagne.